# Rejon łeninski (Winnica)
Rejon łeninski (ukr. Ленінський район) − jeden z trzech rejonów miejskich Winnicy. Nazwa pochodzi od Włodzimierza Lenina.
Został utworzony w kwietniu 1972, jest zamieszkały przez 180 770 osób (2008). Jego powierzchnia wynosi 29 km².